# 이의저
증 임녕군 이의저(贈 臨寧君 李義著, 1705년 2월 12일 ~ 1779년 9월 9일)는 조선 후기의 왕족이다.
그는 살아 생전 아직 관직조차 없었던 일개 하강 강등 평민이었는데 사후 고종 때에 친척 아저씨뻘 되는 경완군 이석린의 사후 양자가 되었고, 1872년(고종 9년)에는 임영군에 추증되었다.

## 생애

### 일생
이시욱과 죽산 박씨 부인(박경한(朴經韓)의 여식)의 아들로 태어났다. 성종의 13째 서자(庶子)였던 영산군 이전(寧山君 李恮)의 7대손으로, 이시욱의 아들이었다. 아버지 이시욱 역시 영산군 이전의 서자(庶子)였던 은천군 이정의 차남(次男)인 해천령 이언박의 증손(曾孫)이었던 진사 이석달의 아들이었으나, 영산군의 다른 서자인 장흥군 이상(長興君 李祥)의 아들이었던 덕원도정 이관의(德源都正 李鏡義)의 차남(次男)인 강진부정 이종(康津副正 李琮)의 손자였던 이익(李木+益)의 양자가 되었다.

### 사후
그는 생전에 평민 신분이었으나 고종 때 가서 소현세자의 둘째 아들이었던 경완군 이석린의 사후 양차자가 된다. 경완군 이석린(慶完君 李石磷)의 사후 양장자였던 양원군 이환의 양아우라는 양가 종통 명목으로 고종 때 경완군 이석린의 사후 양차자로 지정되었고, 1872년(고종 9년) 12월 4일 임영군에 추증되었다.
사후 경기도 장단군 진동면 하학동(下鶴洞, 지금의 경기도 파주시 진동면)에 안장되었다.

## 가족 관계
양가
- 양부: 경완군 이석린(慶完君 李石磷, 1640년 ~ 1648년), 소현세자의 차남
  - 본인: 임영군 이의저(臨寧君 李義著, 1705년 2월 12일 ~ 1779년 9월 9일)
  - 부인: 청주 한씨(1708년 5월 5일 ~ 1785년 2월 6일), 한명보(韓命輔)의 딸
    - 아들: 증 밀인군 이효검(贈 密仁君 李孝儉, 1726년 4월 25일 ~ 1811년 5월 26일, 군작위는 고종 때 추증되었다.)
    - 아들: 증 밀신군 이형검(密信君 李亨儉, 1731년 ~ 1812년 11월 5일)
    - 아들: 증 밀직군 이행검(密直君 李行儉, 1740년 윤 6월 23일 ~ 1790년 10월 11일)

친가
- 생부: 이시욱(李時郁, 1765년 8월 26일 ~ 1743년 11월 19일)
- 친전모: 고령 박씨(1671년 12월 25일 ~ ?년 6월 28일), 박두진의 딸
  - 이복 누나: 전주 이씨 부인(1689년 ~ ?)
  - 이복 자형: 김규학(본관은 연안, 1691년 ~ ?)
- 생모: 죽산 박씨(1674년 4월 20일 ~ ?년 11월 12일), 박경한(朴經韓)의 딸
  - 형: 이신저(李信著, 1700년 9월 28일 ~ 1769년 9월 11일)
  - 형수: 문화 류씨(1696년 12월 16일 ~ ? 10월 22일), 류발(柳撥)의 딸
  - 본인: 임영군 이의저(臨寧君 李義著, 1705년 2월 12일 ~ 1779년 9월 9일)
  - 부인: 청주 한씨(1708년 5월 5일 ~ 1785년 2월 6일), 한명보(韓命輔)의 딸